# Nils Gustaf Ohlsson
Nils Gustaf Ohlsson, född 26 september 1891 i Stockholm, död 16 april 1963 i Sundbyberg, var rektor för Rostads folkskoleseminarium i Kalmar.
Son till riksbanksinkasserare Gustaf Albert Ohlsson och Hilma Andersdotter. Han tog studentexamen vid Södra Latin i Stockholm 1911, blev fil kand 1914, fil mag 1916, fil lic 1934 och fil. dr 1939 på avhandlingen Det pedagogiska problemet i Sverige under frihetstiden och gustavianska tiden (intill år 1805). Han var eo lektor vid folkskoleseminariet i Linköping 1920-21, vid Södra Latin 1921-23, eo ämneslärare vid kommunala mellanskolan och samrealskolan i Stocksund 1925-34 och rektor där 1924, År 1934 blev han läroverksadjunkt i modersmålet,och tyska vid Vasa läroverk i Stockholm och rektor för Rostads folkskoleseminarium i Kalmar 1945-57. Han utsågs 1941 till sekreterare i Statens läroboksnämnd. Han utgav en rad pedagogikhistoriska skrifter, bl.a. Hertig Sigismunds tukto- och läremästare (1941), Omkring tillkomsten av 1812 års uppfostringskommitté (1945).